# Pierre Delattre
 (juillet 2017).
Pour les articles homonymes, voir Delattre.
Pierre Delattre, né le 21 octobre 1903 à Roanne et mort le 11 juillet 1969 à Santa Barbara (Californie), était un romaniste et phonéticien d'origine française ainsi qu'un spécialiste de l'analyse contrastive et de l'enseignement des langues étrangères (français, anglais, espagnol et allemand).

## Vie et carrière
Delattre a commencé ses études de linguistique et phonétique en France. En 1924, il part pour les États-Unis, et en 1937, il soutient sa thèse à l'université du Michigan à Ann Arbor intitulée La durée du e d'un Français. Étude de phonétique expérimentale (parue sous le titre La durée des voyelles en français. Étude expérimentale sur la durée du E d’un Français, Paris, 1939).
Il enseigne ensuite à l'université de Wayne State et est recruté par celles du Michigan, d'Oklahoma où il assurera pendant 16 ans la direction du Summer Remedial Phonetics Program au Middleburry College, de Pennsylvanie (1947-1952), du Colorado (1953-1963) et, à partir de 1964, et jusqu'à sa mort, par l'université de Californie à Santa Barbara.
Pierre Delattre était marié avec Geneviève Delattre, professeure de français émérite et spécialiste de Balzac, sœur de Michel Stahl.

## Publications
- Les Difficultés phonétiques du français, Middlebury College, Vermont, 1948.
- Principes de phonétique française à l'usage des étudiants anglo-américains, Middlebury College, Vermont, 1951.
- Comparing the Phonetic Features of English, French, German and Spanish. An Interim Report, Heidelberg, 1965.
- Studies in French and Comparative Phonetics. Selected Papers in French and English, La Haye, Londres/Paris, 1966.
- Studies in Comparative Phonetics : English, French, Spanish and French, éd. de Bertil Malmberg, Heidelberg, 1981.

## Hommages
- George E. Smith/Ronald W. Tobin, Memorial Pierre C. Delattre 1903-1969, dans : The Modern Language Journal 53, 1969, p. 575
- Papers in Linguistics and Phonetics to the Memory of Pierre Delattre, éd. de Albert Valdman,La Haye/Paris, 1972

## Liens
- Notices d'autorité :   - VIAF
  - ISNI
  - BnF (données)
  - IdRef
  - LCCN
  - GND
  - Italie
  - Espagne
  - Pays-Bas
  - Pologne
  - Israël
  - NUKAT
  - Tchéquie
  - WorldCat
- (SUDOC 029196256)
- fonetiks, « Pierre DELATTRE », sur canalblog.com, Enseignement/Apprentissage de la Prononciation du Français, 30 avril 2008 (consulté le 2 mai 2023)
- « ctlf.ens-lyon.fr/n_fiche.asp?n… »(Archive.org • Wikiwix • Archive.is • Google • Que faire ?)
- « University of California : In Memoriam, December 1970 », sur cdlib.org (consulté le 2 mai 2023)